# 1996年度壹電視大獎得獎名單
1996年度壹電視大獎於1996年頒發。

## 頒獎典禮
頒獎典禮於1996年3月28日舉行，由林曉峰主持，頒獎嘉賓包括劉青雲等。

## 獲獎名單
獲獎名單如下：

### 十大電視節目
- 第一位：刑事偵緝檔案II
- 第二位：運財智叻星
- 第三位：刑事偵緝檔案
- 第四位：壹號皇庭IV
- 第五位：O記實錄
- 第六位：真情
- 第七位：娛樂插班生
- 第八位：金牙大狀（贰）
- 第九位：城市追擊
- 第十位：廉政英雌之火枪柔情

刑事偵緝檔案系列創下同系列兩輯於同一年獲獎的紀錄。

### 十大電視藝人
- 第一位：陶大宇
- 第二位：郭可盈
- 第三位：梁榮忠
- 第四位：陳秀雯
- 第五位：歐陽震華
- 第六位：鄭少秋
- 第七位：林家棟
- 第八位：宣　萱
- 第九位：郭藹明
- 第十位：李綺虹

### 其他獎項
- 最佳節目主持：陳百祥
- 最合襯熒幕情侶：陶大宇、郭可盈
- 最賣力宣傳電視藝人：宮雪花